# بنو غانية

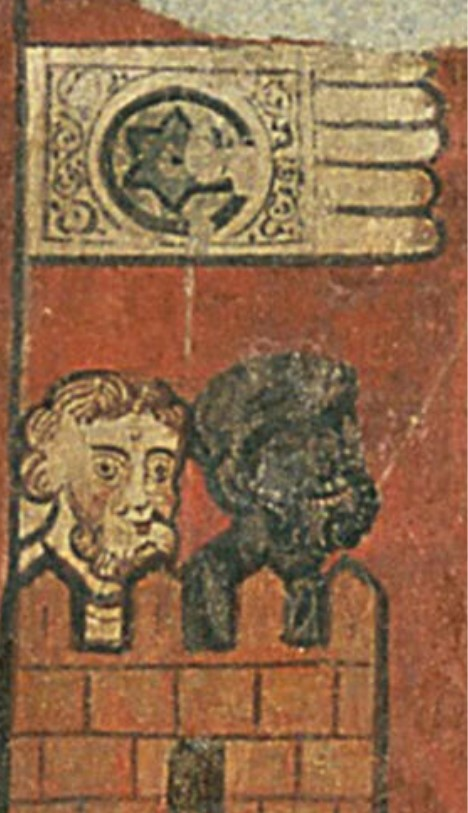
راية المرابطين وبنو غانية

بنو غانية سلالة صنهاجية سيطرت على جزر البليار الثلاث: ميورقة ومينورقة ويابسة بين 1126 - 1203 م. قادوا ثورة في أفريقية من 6 شعبان 580هـ /13 نوفمبر 1184م إلى 631هـ/1233م (حوالي 50 سنة) هدفت إلى احياء دولة المرابطين والقضاء على إمبراطورية الموحدين.

## تاريخية
ينتسب بنو غانية إلى قبيلة مسوفة ثانية القبائل الصنهاجية التي قامت عليها دولة المرابطين بعد لمتونة، وكان علي بن يوسف المسوفي من كبار رجال يوسف بن تاشفين، وهو الذي زوجه من قريبة له تدعى غانية، وقد أنجب منها ولدين هما محمد ويحيى وكان المرابطون كثيرا ما ينسبون أبنائهم لامهاتهم لعادت عندهم، وكانت أسرة بني غانية من كبار الأسر في الدولة المرابطية.
وحدث أن قامت ثورة على دولة المرابطين بزعامة عالم يسمى محمد بن تومرت إدعى فيها أنه المهدي المنتظر وكفر فيها المرابطين لأنهم لم يؤمنوا بمهدويته، وأعلن الحرب عليهم. وعلى الرغم من أنه توفي قبل إسقاط دولتهم، إلا أن تابعه الوفي عبد المؤمن بن علي تمكن من دخول عاصمة المرابطين مراكش وأسقط دولتهم، وأقام دولة الموحدين على أنقاضها.
وفي هذه الفترة، كان أحد أبناء أسرة بنو غانية محمد بن غانية واليًا للمرابطين على الجزائر الشرقية، فلما رأى ما حل بدولتهم استقل بالجزر، ولكنه رأى أنه من الأحسن له موادعة الموحدين للقوة الكبيرة التي أصبحت عليها هذه الدولة خاصة بعد سيطرتها على كل المغرب (المغرب والجزائر وتونس وليبيا الآن) وأجزاء كبيرة من الأندلس. لكن ما أن أكمل الموحدون سيطرتهم على الأندلس في عهد الخليفة يوسف بن عبد المؤمن حتى أرسلوا سنة 579هـ الرسل لإسحاق بن محمد بن غانية الذي خلف أبيه تباعا يدعونه للدخول في طاعتهم ويحذرونه من مغبة العصيان؛ وهنا تردد إسحاق في البت في الموضوع وخرج في غزوة إلى قطلونية فاستشهد في هذه الغزوة دون أن يبت في الأمر.
فلما تولى ابنه محمد بن إسحاق بن غانية الحكم، أظهر استعدادا لقبول طاعة الموحدين، غير أن إخوته رفضوا ذلك وعزلوه وولوا عليهم أخاهم علي بن إسحاق بن غانية.

## غزو بجاية والجزائر
وفي هذه الأثناء حدثت تطورات خطيرة في الدولة الموحدية. فقد قتل الخليفة يوسف بن عبد المؤمن بمعركة شنترين في الأندلس، وتلكأ شيوخ الموحدين في مبايعة ابنه، كما وصلت إلى بني غانية رسائل من بني حماد(إحدى السلالات التي كانت تحكم في بجاية ونواحيها والتي اسقط الموحدون دولتهم أيضا) يدعونهم لغزو بجاية ويعدونهم بالنصرة. فقرر بني غانية استغلال الفرصة وغزو بجاية بقيادة زعيمهم علي بن غانية لإعادة احياء دولة المرابطين والقضاء على دولة الموحدين الغاصبة. فقاموا أولا باعتقال الرسول الذي ارسله الموحدون ليطالبهم بالدخول في الطاعة، ثم سيروا اسطولا من أربعين سفينة إلى ثغر بجاية وتمكنوا من دخولها دون صعوبات تذكر ثم ان بني غانية مالبثوا جمعوا جيشهم على عجل وبدءو في اجتياح أهم مدن الدولة الموحدية في المغرب الأوسط كالجزائر ومليانة وحاصروا تلمسان وقسنطينة فقد كان الموحدين مغترين بقوتهم فاهلموا تصحيناتهم، واذهل بنو غانية الجميع بهذه الغزوة المفاجئة.

## ردود فعل الدولة الموحدية
وجد الخليفة الموحدي الجديد أبو يوسف يعقوب بن يوسف المنصور في ثورة بني غانية فرصة لاثبات كفائته؛ بعد التلكأ الذي حدث في مبايعته، فأعد قوة من 12 الف جندي أمازيغي من البر والبحر وسارت هذه الجيوش تسترجع المدن المحتلة الواحدة تلوى الأخرى حتى دخلت بجاية في 19 صفر سنة 581هـ/22 ماي سنة 1185م بعد سبعة أشهر من احتلالها.
لكن بالرغم من ذلك لم ييأس بنو غانية بل فروا إلى بلاد الجريد بتونس واخذوا يألبون الاعراب وجمعوا منهم قوات ضخمة واخذوا يحتلون بها العديد من المدن أفريقية; وهنا بدأت ثورة بني غانية تعرف انحرافا خطيرا وهو انزلاقها إلى طريق السلب والنهب للحصول على الأموال وتمويل الحروب ودفع اجور الاعراب مقابل الحرب معهم.

### اصل قدوم العرب إلى أفريقية
ويعود اصل هؤلاء الاعراب (قبائل بني هلال)إلى صحراء الثلث الخالي بالأساس ثم شرق منطقة الخليج العربي في جزيرة العرب، فكانوا يقطعون الطريق ويغيرون على الحجاج، إلى أن تحالفوا مع القرامطة فنفاهم الفاطميون إلى صعيد مصر عقابا لهم، فأقاموا هناك على عهدهم من الفساد والعيث. وحدث ان والي أفريقية باسم الفاطميين المعز بن باديس قطع الدعاء للخليفة الفاطمي وحوله للخليفة العباسي وتحول من المذهب الشيعي إلى السني، فأشار أحد دهاة الوزراء  على الخليفة الفاطمي بأرسال هؤلاء الاعراب إليه لتخلص من شرهم من جهة واقتصاد مؤونة تسير جيش للمعز ابن باديس من جهة أخرى؛ فيما يعرف في التاريخ بتغريبة بني هلال. فسيروهم له وقال الفاطميون للاعراب انهم اعطوهم كل ما تصل إليه ايديهم من أرض أفريقية. فساروا إليه سنة 480هـ وهزموا المعز شر هزيمة ولكنهم الحقو بالمغرب خرابا كبيرا
وبعد 130 سنة دخل بنو غانية أفريقية (تونس والغرب الليبي والشرق الجزائري) فوجدوا في هؤلاء الاعراب خير نصير لتململ الاعراب الكبير من طاعة الدولة الموحدية؛ التي فرضت عليهم الكثير من الانضباط بعد العبث والفساد الكبير الذي كانوا يقومون به.

## تطورات مهمة في الجزر الشرقية
بعد أن تناهى إلى أسماع بني غانية مقتل الخليفة الموحدي أبو يعقوب يوسف بن عبد المؤمن قاموا باعتقال رسول الموحدين إليهم علي بن الربرتير لكن هذا الرسول كان شعلة متقدة من الدهاء فاستطاع أن يقنع الحراس النصارى الموكلين بحراسته بان يطلقوا سراحه ويعينوه على قلب نظام الحكم على أن يعطيهم أموالا كثيرة ويطلق سراحهم ليذهبوا إلى بلدانهم في أوروبا، وفعلا تمت الاتفاقية، واستغل ابن الربرتير احرام الناس لصلاة الجمعة وخرج على حين غرة وتمكن من أسر أسرة علي ابن غانية نفسه ثم تحصن بأحد الحصون هناك وهدد كل من يحاول اقتحام الحصن بقتل أم علي بن غانية مما جعل أهل الجزيرة عاجزين عن فعل أي شيء. وبعد مفاوضات طويلة رضخ أهل الجزيرة لللامر الواقع وتم الاتفاق بين أهل الجزيرة وابن الربرتير على أن يٌرجع أهل الجزيرة محمد بن غانية (الذي عزله اخوته من قبل) إلى الحكم ويعلن محمد بن غانية بدوره دخوله في طاعة للموحدين، واخذ منهم الايمان المؤكدة على ذلك ثم نفذ ما اتفق مع جند النصارى وسرحهم إلى بلدانهم سنة 585هـ/ 1185م ورجع هو إلى مراكش ليبشر الخليفة الموحدي بعظيم صنعه. وبدى كانما دخلت الجزيرة في طاعة الموحدين أخيرا.
غير انه ما ان بلغ هذا الخبر علي ابن غانية في أفريقية (تونس الحالية) حتى أسرع بإرسال أخويه عبد الله والغازي لتدارك الأمر، فدخلا جزيرة ميورقة وتمكنا بكل يسر، بمساعدة الأهالي، من الانقلاب على أخيه محمد واسترجاع الحكم، فقد كان أكثر أهل الجزيرة من المرابطين الذين كانوا يكنون حقدا شديدا للموحدين باعتبارهم غاصبي ملكهم فما إن ظهر عبد الله وأخوه حتى سارعوا إلى نصرتهم، وعادت الجزيرة إلى حوزة بني غانية من جديد وطُرد محمد بن غانية من الجزيرة لتعاونه مع العدو فخرج وسار إلى الموحدين.

## تحالف شرف الدين قراقوش وبني غانية
وعندما كان ابن غانية يسقط مدن أفريقية(تونس الحالية) الواحدة تلوى الأخرى وفد على علي بني غانية طامع آخر مثله يسمى شرف الدين قراقوش الارمني وكان قراقوش هذا من اتباع صلاح الدين الايوبي صاحب معركة حطين المعروف. وسبب قدومه ان صلاح الدين أراد أن يتمرد على سيده نور الدين زنكي فأزمع نور الدين المسير إليه وخشي صلاح الدين عاقبة ذلك فأرسل تابعه قرقوش ليحتل له مدن في أفريقية حتى يفراليها صلاح الدين إذا غزاه نور الدين.
وعلى الرغم من أن نور الدين توفي قبل المسير إلى صلاح الدين إلا أن قرقوش مع ذلك واصل مشروعه التوسعي في أفريقية، فصادف وصوله وصول بني غانية، أيضا فتعاهدا على التحالف ضد الموحدين لأن جميع الأراضي التي سيحتلونها هي أراضي الدولة الموحدية.

## حملة المنصور على أفريقية

### معركة عمرة
تناهت إلى علم المنصور خبر تحالف قرقوش مع ابن غانية وان كثير من مدن أفريقية قد سقطت في ايديهم، ناهيك عن العبث والفساد وترويع الآمنين الذي كانت تقوم به- الاعراب (بنو هلال)العنصر الغالب في جيش ابن غانية وقرقوش-
وهكذا جهز المنصور جيشا قوامه 20 الف جندي أمازيغي وخرج من مراكش العاصمة الموحدية في 3 شوال 582هـ/18 ديسمبر 1186م وسار حتى ووصل إلى مدينة تونس في في صفر 583هـ، ولكن المنصور اخطأ خطأ فادحا حين لم يعجل بحرب ابن غانية مما اعطى الفرصة لعلي ابن غانية للاستعداد للحرب أكثر، ثم ان خلافا وقع بين قادة الجيش الذي بعث به المنصور لحرب ابن غانية أدى إلى دخول الجيش دون خطة منسقة فما ان التقى مع جيش بني غانية حتى دحر الجيش الموحدي دحرا ونال منه بني غانية مقتلة عظيمة.وقتل في هذه المعركة قائد الجيش الموحدي ابن اليرموم وعلي ابن الربرتير الذي وقع في أسر ابن غانية فعذبه عذابا شديدا جزاء على ما فعله باسرته في ميورقة ثم قتله.ثم ان كثير من جرحى الجيش الموحدي قد لجئوا مدينة قفصة فتظاهر علي ابن غانية باعطائهم الامان ولكن ما ان خرجوا إليه حتى أمر بقتلهم والإجهاز على الجرحى منهم فكانت بذلك هزيمة مضاعفة للموحدين.
وقد حدثت هذه المعركة في 15 ربيع الأول سنة 583هـ/ 25 مايو 1187م في مكان يسمى فحص عمرة (قرب قفصة في الجنوب التونسي حاليا).

### معركة الحمة
بلغت هذه الهزيمة المنصور وهو في تونس فاستشاط غضبا وقرر خوض المعركة القادمة بنفسه هذه المرة. وأخذ يحث الناس على تجديد العزيمة للحرب وعاقب كل جندي ابدى تخاذل في الذهاب للقتال، كما رفض أي عرض من وزرائه بقيادة المعركة بدل عنه. ثم ان المنصور ابتدأ المنصور حربه بخطة ذكية حيث هاجم منازل الاعراب المتعاونين مع ابن غانية فنكل بهم وشردهم وبذلك ضرب ابن غانية في أهم عنصر في جيشه، ثم اتجه للقاء ابن غانية في مكان يقال له الحمة (قرب توزر في الجنوب التونسي حاليا)في 9 شعبان 583 هـ/ 15 أكتوبر 1187م ودارت الدائرة على ابن غانية وحليفه قرقوش هذه المرة وعلى الرغم من أن قرقوش استطاع النجاة إلا أن علي ابن غانية فر من المعركة وهو مثخن بالجراح فلجأ إلى خيمة عجوز اعرابية في الصحراء وتوفي عندها متأثرا بجراحه، فبايع بعده بنو غانية اخاه يحيى بن غانية الذي كان لا يختلف عن أخيه شدة واقداما وحقدا على الموحدين

### معركة قفصة
وسار المنصور بعد هذا الفتح العظيم إلى باقي المدن المحتلة وحررها جميع، وكانت قفصة مدينة منيعة تحصن بها كثير من اتباع قرقوش بن غانية، ناهيك المقتلة العظيمة التي اصيب بها الجيش الموحدي على يد علي ابن غانية، فسار إليها المنصور وحاصرها وأبدى اهلها مقاومة عنيفة في اليوم الأول، لكنهم لما شهدو هول الحصار خشو على انفسهن وخرجوا يطلبون الامان، فأمن المنصور من لم يشترك في القتال اما المتعاونين مع ابن غانية فأمر بذبحهم اجمعين امامه، انتقاما من قتلة جنده، وبذلك تمكن المنصور من قمع ثورة بني غانية، ولكن إلى حين.

## انقلاب الحلفاء
احس صلاح الدين الايوبي في المشرق ان جهوده وحده لا تكفي لمحاربة الصليبيين فأرسل إلى يعقوب المنصور يطلب منه انجاده بأساطيل الدولة الموحدية العتيدة، وفي نفس الوقت اوعز إلى تابعه قرقوش بالكف عن الثورة ضد الموحدين حتى لا يشكل ذلك عائقا للمساعدة المرجوة. لذا وبينما كان المنصور يحاصر قفصة في حملته على بني غانية وحلفائهم جائه فجأة كتاب من قرقوش يدعي فيه التوبة والدخول في طاعة الموحدين، لكن المنصور ظل لا يثق في صلاح الدين الايوبي ونوياه التوسعية فرفض ان يساعده واعتذر عن ذلك، بالإضافة إلى أن يعقوب المنصور كان مشغولا بدوره بمحاربة الصليبيين في الأندلس، فلما علم قرقوش ان توبته المزعومة لم تأت اكلها عاود التمرد من جديد واخذ يسعى إلى توسيع رقعة نفوذه هو اللآخر.
وهكذا وبعد مسير المنصور للجهاد في الأندلس خلا الجو لابن غانية وقراقوش في أفريقية (تونس حاليا) فظهرت عند ذلك نوايهما الحقيقة (الطمع في الحكم)وأصبح كل واحد يرى في الآخر عائقا له في سبيل تحقيق طموحاته ويسعى لتخلص من غريمه بأي شكل فكان ان اتركب قرقوش خطأه القاتل.
فقد أراد قراقوش بعد أن رجع عن توبته ان يجمع المال بأسرع وقت ليمول بها حروبه الجديدة ويلحق بغريمه يحيى ابن غانية- الذي فاته باشواط كبيرة أثناء فترة تظاهر قرقوش بالتوبة- فدعى قرقوش لذلك نحو 70 شيخا من شيوخ الاعراب إلى مأدبة ثم غدر بهم وقتلهم واستولى على أموالهم. فثارت ثائرت الاعراب لذلك وصمموا على الانتقام منه، وبالطبع لم يكن ابن غانية ينتظر سوى هذه الفرصة فعندما جمع قرقوش جيشه وسار لحرب ابن غانية استعان ابن غانية بأبناء الاعراب الذين غدر قرقوش بآبائهم وهزمه شر هزيمة وفر قرقوش لا يلوي شيء. وبلغ ابن غانية بعد ذلك ان قرقوش موجود في ودان (جنوب ليبيا حاليا)في حصن هناك يسمى محسن، فجمع الاعراب الذي قتل قرقوش آبائهم على العجل وساروا إليه وحاصروه حتى نفذ طعامه واضطر إلى أن يسلم لهم فضربوا عنقه مع ابنه في ضواحي ودان سنة 609هـ /1212م، وانتهى بذلك أمر قرقوش.
وقد كان قرقوش يخطط بعد غدره بالاعراب ان يستعين ببقية الاعراب في حروبه لكن بعد هذه الحادثة فقد الجميع ثقته به وانظموا كلهم إلى ابن غانية ضده وهكذا حفر قرقوش قبره بيده من حيث لا يدي

## ثورة محمد ابن عبد الكريم الرجراجي
بعد أن تخلص ابن غانية من قرقوش ظهر وكأن أفريقية خلصت له أخيرا لكن ظهور شخصية ابن عبد الكريم أثبت العكس.و يعود اصل ابن عبد الكريم إلى قبيلة كومية أمازيغية -أي نفس القبيلة التي ينتمي إليها الخلفاء الموحدين- وقد ظهر امره في محاربة الأعراب الذين يحترفون قطع الطريق والإغارة على الآمنين فملك بهذا العمل قلوب الناس وأصبحوا يدعون له في المساجد واطلق الولاة يده في الغنائم يأخذ منها ما يشاء. وحدث ان حاول والي المهدية أبا سعيد التدخل في تقسيم الغنائم واهان ابن عبد الكريم لما تبرم من ذلك فغضب ابن عبد الكريم وصمم على الانتقام لكرامته المهدورة، وجمع أصحابه الذي كان يغزو بهم الاعراب ودخل المهدية وقت الفجر فداهم قصر أب سعيد واعتقله في شعبان 595هـ/1199م واعلن لنفسه ملك جديدا على المهدية ونواحيها وتلقب بالمتوكل بالله.وبلغت هذه الأنباء الخليفة الموحدي الجديد الناصر في مراكش فعزل والي المهدية وأفريقية وارسل آخرين مكانهما، لكن ابن عبد الكريم ترصد لهما وقت نزولهما من البحر وهاجمهما وقتل العديد من الجند القادم معهما.
وبالطبع كان لا بد ان يتخلص ابن غانية أو ابن عبد الكريم أحدهما من الآخر فالاثنين طامعين في ملك أفريقية ووجود كل واحد خطر على الآخر، وهكذا جمع ابن عبد الكريم جيشه على عجل وسار للقاء الميورقي في قابس (يسمى بنو غانية أحياننا بالميارقة نسبة لجزيرة ميورقة)لكن ابن غانية كان قد استعد له وتحصن جيدا في قابس فلما وصل ابن عبد الكريم إلى قابس ذهل من مناعاتها ويأس من إمكانية دخولها، فسار إلى قفصة واستولى عليها، فاستغل ابن غانية الفرصة وخرج من حصن وسار إلى ابن عبد الكريم في مكان يسمى قصور لالة، فكانت الدائرة على ابن عبد الكريم وانهزم هزيمة شنيعة ففر إلى المهدية وتحصن بها سنة 597هـ/1200م.
وكانت المهدية مدينة ساحلية حصينة فاستعصى على ابن غانية اجبار ابن عبد الكريم على الاستسلام لان ابن عبد الكريم كان يتمون من البحر، وهنا لجأ ابن غانية إلى الحيلة فأرسل إلى ملك الموحدين يعرض عليهم السلم والمصالحة وان يعينوه بسفينيتن يطبقون بها الحصار على ابن عبد الكريم من جهة البحر، فاستجاب له الموحدون لحقدهم الكبير ابن عبد الكريم (تابعهم الذي تمرد عليهم) واطبقوا الحصار على ابن عبد الكريم من البحر وهنا ظهر مكر ابن غانية إذا انه ارسل إلى ابن عبد الكريم يعرض عليه الامان إذا استسلم له وسلم مفاتيح مدينة المهدية فقبل ابن عبد الكريم فلم يكن لديه خيار آخر خيار لديه فقبض ابن غانية ووضعهما مع ابنه في سجنين متفرقين.
وبعد أيام اخرج ابن عبد كريم ميتا ولا اثر لقتل فيه، في سم دسه له ابن غانية على ما يبدوا، اما ابنه فقد تظاهر ابن غانية بنفيه إلى جزيرتهم ميورقة ولكنه ما ان وصلوا إلى القل (قرب قسنطينة في الشرق الجزائري) حتى رموه في البحر مقيدا فكان هذا آخر العهد بثورة ابن عبد الكريم.

## سيطرت الميورقي على باقي أنحاء أفريقية
وبعد التخلص من ابن عبد الكريم أسرع ابن غانية إلى الاستيلاء على باقي أنحاء أفريقية مستغلا خلو الجو من أي عدو ذي بال وابتدء بباجة فسار إليها ودخلها ونكل بأهلها وكذلك استولى على طرابلس، وقابس، وصفاقس، وسائر وبلاد الجريد، والقيروان، وتبسة، وبسكرة، وبونه وأخيرا على عاصمة أفريقية التي دخلها في 7 ربيع الآخرة سنة 600 هـ/15 ديسمبر 1203 م وتمكن من أسر الوالي الموحدي عليها، وسقطت بذلك معظم بلاد أفريقية في يده. فحاول والي مدينة بجاية تدارك الأمر وأرسل جيشا لمحاربة ابن غانية لكن ابن غانية هزمه شر هزيمة.

## اسباب تأخر قدوم جيوش الخلافة الموحدية
ذلك ان ظهور يحيى وقرقوش من جديد كان في اواخر عهد المنصور، لذا عندما رأى والي أفريقية ان قوة ابن غانية تزداد ارسل إلى المنصور يطلب منه القدوم على وجه السرعة، لكن المنصور شغل بصد هجمات النصارى على الاندلس فبعث بالمدد إلى والي أفريقية وسار هو إلى الأندلس، وبعد رجوعه من الاندلس عالجته المنية دون أن يتمكن من السير لقمع ثورة بني غانية من جديد. وجاء بعده ابنه الناصر الذي كان عمره نحو 17 سنة يوم بويع وهي سن لا تسمح له بقيادة جيوش ضخمة كالتي كان يقودها أبوه، بالإضافة إلى عدة حدوث عدة كوارث طبيعية وثورات انفصالية فانشغل الناصر بالترميم ما الخراب الذي أحدثته تلك الكوارث والقضاء على المتمردين مما أعاقه عن المسير إلى أفريقية؛ مما اعطى ليحيى بن غانية متسعا كبيرا من الوقت (12 سنة) ليقضي على كل خصومه ويستولي على معظم مدن أفريقية أفريقية الواحدة تلوى الأخرى.

## حملة الناصر على بني غانية

### حملة الناصر على الجزر الشرقية
بعد سقوط أفريقية في يد ابن غانية اشار أحد الشيوخ المحنكين (الشيخ أبي محمد) على الخليفة الموحدي بالمسير إلى أفريقية لحرب ابن غانية، غير ان الناصر رأى أولا ان يقضي على بني غانية في مقرهم الرئيسي في الجزر الشرقية التي كانت تحت قيادة عبد الله ابن غانية كما قدمنا. وكان الموحدون قد هاجموا بني غانية في جزرهم عدة مرات لكنهم لم يستطيعوا الاستيلاء سوى على جزيرة يابسة. فاعد الناصر حملة بحرية ضخمة جدا، وانطلق الاسطول الموحدي من ثغر دانية في الأندلس واشتبك الطرفان المسلمان في معركة دامت 7 أيام، ودافع عبد الله ابن غانية عن جزيرته بكل بسالة غير انه وبينما كان يقاتل كبا (سقط)به فرسه فقفز عليه أحد فرسان الموحدين وقتله، وكانت النتيجة في النهاية هزيمة بنو غانية. وقطع الموحدون رأس عبد الله وعلقوه في مدخل مدينة مراكش العاصمة الموحدية؛ وكان مما ساهم في هزيمة عبد الله انخذال أخوه الغازي وتراجعه رغبة في الحياة.

### مسير الناصر إلى أفريقية
بعد أن قضى الموحدون على بني غانية في مقرهم الرئيسي سار الناصر إلى أفريقية لحرب يحيى ابن غانية، فلما علم ابن غانية بضخامة الجيوش القادمة إليه جمع كل ماله وجعله تحتى رعاية ابن أخيه الغازي في المهدية وتحصن هو بجبل دمر (في الجنوب التونسي حاليا) فسار الناصر إلى لحصار المتحصنين في المهدية وارسل وزيره البارع الشيخ أبا محمد للقاء ابن غانية فالتقيا في منطقة تسمى رأس التاجرا، لكن ابن غانية هزم هزيمة شنعاء هذه المرة ومع انه استطاع الفرار إلا أن الكثير من صفوة اتباعه قتلوا. اما المتحصنين في المهدية فقد ابدوا بسالة في الدفاع أول الأمر لكنهم لما يأسوا من أن يصلهم من ابن غانية أي مدد سلموا على أن يتركهم الموحدون ليلحقوا ببن غانية حيث كان فتمت الاتفاقية.

## بنو غانية في عهد الشيخ ابي محمد

### معركة وادي شبرو
لقد كان لاسرة الشيخ أبي محمد تاريخ طويل في خدمة الدولة الموحدية اما الشيخ أبي محمد فقد امتاز بحكمته وشجاعته في الحروب فختاره الخليفة الناصر لولاية افريفية (تونس حاليا) وحرب ابن غانية، في حال ظهر من جديد، وفعلا ما ان رجع الخليفة الناصر إلى مراكش حتى عاود ابن غانية الجمع الاعراب والعيث والفساد من جديد، لكن الشيخ أبي محمد كان له بالمرصاد هذه المرة؛ فسار إليه والتقى الفريقان في وادي شبرو (قرب تبسة في الشمال الشرقي للجزائر) في30 ربيع الأول سنة 604هـ/24 أكتوبر سنة 1207 فكانت الهزيمة على ابن غانية وبالكاد فر ابن غانية جريحا.

### غزوة تلمسان
ايقن ابن غانية صعوبة الغزو في ولاية الشيخ أبي محمد، فجمع قواته من الاعراب وسار بهم في الصحراء حتى إلى وصل تاهرت (تيارت حاليا في الشمال الغربي للجزائر) وبلغت هذه الأنباء الشيخ أبا محمد فارسل إلى والي تلمسان يحذره من قدوم ابن غانية إلى منطقته ولكن بعض القبائل هناك هونوا أمر ابن غانية على الوالي فماهي إلا أن داهمه ابن غانية كالسيل الجارف حينما كان والي تلمسان يطوف على قبائل هناك لقبض الخراج فقتل والي تلمسان ومعه 1600 رجل من الموحدين وبالطبع ان التفت ابن غانية إلى تلك البلاد الآمنة فإنقض على مدينة تاهرت واباحها للاعراب وخربها ثم ازمع المسير إلى تلمسان عاصمة المغرب الأوسط لكن الدولة الموحدية أسرعت بارسال جند كبير له فكر راجعا إلى أفريقية وهو محمل بغنائم وفيرة.

### معركة نفوسة
بعد الغنائم الكبيرة التي احرزها ابن غانية في معركة تلمسان انتعشت نفسه وقرر مواجهة الشيخ أبي محمد في لقاء حاسم، وانطلق لذلك يجمع قبائل الاعراب وأمازيغ إفريقية من كل مكان، وتعاهدت الجموع على الثبات في المعركة؛ حتى ان الاعراب وضعوا نسائهم واطفالهم وراء جيش مباشرة ميثاق للعهد وتثبيت لهم في الميدان.
اما الشيخ أبا محمد فقد بلغته هذه الأنباء فقرر تدراك الأمر قبل استفحاله، وخرج للقاء ابن غانية في 606 هـ/ 1209، فكان ميدان اللقاء قرب جبل نفوسة (في ليبيا حاليا) وحين بدات المعركة بدت بوادر الانهزام على الجيش الأمازيغي الموحدي؛ غير ان الشيخ أبي محمد ثبت في قلب الجيش، بل ونصب خيمته وراء جيش مباشرة حتى يلغي أي فكرة لتراجع، فنجلت المعركة في آخر النهار عن هزيمة كاسحة لابن غانية وحلفائه، ورُزء الاعراب في حُرماتهم التي أصبحت سبايا للجيش الأمازيغي الموحدي، فكانت بذلك هزيمة مضاعفة لهم لم يشهدوا مثلها منذ تحالفوا مع ابن غانية أول مرة، اما ابن غانية فقد أجبرته هذه الهزيمة على الهدوء لعدة سنوات حتى وفات الشيخ أبي محمد سنة 618هـ/ مارس 1220م فعاود الظهور من جديد في اصرار وعناد عجيبين.

## ثورة بني غانية في النهاية
بعد توفي الشيخ أبي محمد ظهر ابن غانية في العام الموالي مباشرة واعاد سيرة الفساد والعيث من جديد، وهب الموحدون لحربه، ولكن في هذه الفترة لم تحدث مواجهات كبرى؛ لان ابن غانية أصبح شيخا كبيرا، كما أن الدولة الموحدية بدأت تدب فيها أسباب الضعف والسقوط. وحدث ان تولي ولاية أفريقية الشيخ أبا زكريا ابن الشيخ أبا محمد فلما رأى الصراع على الحكم على اشده في الدولة الموحدية، ويأس من أن يقدم خليفة موحدي آخر لحرب ابن غانية، أعلن استقلاله بأفريقية وشمر السواعد للقضاء على هذه الثورة، واقام لها محارس في الصحراء لينقلوا له تحركات ابن غانية حتى توفي ابن غانية في النهاية وحيدا شريدا في مكان مجهول في الصحراء يرجح انه بين سنوات 631 هـ/1233 م و633 هـ/1235 م. وعندما ايقن ابن غانية بقرب ساعته بعث ببناته إلى الشيخ أبا زكريا ورجا منه ان يكفلهما بعد موته.

## تفكك الدولة الموحدية ثم سقوطها
يجمع المؤرخون على أن ثورة بني غانية كانت من أهم العوامل التي أدت إلى سقوط الدوة الموحدية العريقة إذ ان هذه الثورة أدت إلى اضعاف الدولة مما أدى إلى استغلال مختلف الزعامات لهذا الظرف والاستقلال بولاياتهم واولهم هو الشيخ أبا زكريا ابن الشيخ أبا محمد فقد استغل حب الناس له بسبب كونه ابن الشيخ أبا محمد الذي قهر ابن غانية وحمى الناس من شره فاستغل تصارع الموحدين على الحكم واستقل بأفريقية معلن ميلاد الدولة الحفصية ثم تبعه يغمراسن واستقل بالمغرب الأوسط واعلن ميلاد دولة بني زيان ثم جاءت بعده دولة بني مرين الذين تمكنو من دخول العاصمة الموحدية والقضاء عليها نهائيا سنة 669هـ.

## الدفاع عن الأندلس
وكانت اخطر ناحية اثرت في ثورة بني غانية هي الدفاع عن الأندلس. فقد أصبح نصارى الأندلس كلما بلغهم ظهور بني غانية الا وهاجموا المدن الأندلسية لانهم يعلمون ان الجيش الموحدي سيترك الأندلس ويذهب لحرب ابن غانية لا محال. ولعل من اخطر افرازات ثورة بني غانية ان موحدونالموحدين لم يستطيعوا الإنفاق على الحروبهم لدفاع عن الأندلس ضد النصارى، فكان ذلك من أهم أسباب خسارة معركة العقاب لان مسير الخليفة الناصر لقمع ثورة بني غانية كلفه 120 حملا (حمل بعير) من الذهب، فعندما أراد السير إلى الأندلس لصد هجومات النصارى عنها عجز عن دفع رواتب الجند لفراغ الخزينة، فدخل الجند الحرب وهم كارهون فكانت خسارة حصن العقاب الشنيعة التي تعد بداية خروج المسلمين من الأندلس، وبداية النهاية لدولة الموحدية، ويعد المفكر الكبير مالك بن نبي هذه المعركة الانهيار الحقيقي لحضارة الإسلامية لان الدولة الموحدية كانت آخر الدولة الإسلامية ذات الإشعاع الحضاري الباهر.

## الخراب وتدمير العمران
لقد اجتهد علي ابن غانية ومن بعده أخوه يحيى بن غانية في ابقاء الاعراب (بني هلال) دائما إلى جانبهم لمراسهم الكبير في الحرب، لكن هؤلاء الاعراب كانوا قوما جشعين لايعرف جشعهم حدا، لذلك كان ابن غانية يبيح لهم أي مدينة سيتولي عليها ينهبونها كيفما يحلوا لهم، بل هو نفسه كان يشارك في في هذا النهب لحاجته الماسة للمال لتمويل حروبه التي لا تنتهي. ففي مدينة باشو(قرب تونس حاليا)دخلها يحيى ابن غانية بعدما امن اهلها لكن الاعراب لم يصبرو على النهب فانطلقوا يسلبون الناس أموالهم ويهتكون حرماتهم ففر العديد من سكان باشو في إفريقية لى تونس فداهم الشتاء ببرده وقتل منهم نحو 12 الفا على قول التجاني.
و عندما استولى يحيى ابن غانية على قابس بعد أن قتل قراقوش فرض على اهلها غرامة قدرها 60 الفا دينار، وبعدما ادوها له طلب منهم أموالا أخرى زيادة على التي دفعوها فكان ينادى على الشخص فان دفع أو وجد من دفع عنه اخلي سبيله والا قتل.
و وعندما استولى المغرب الأدنى فرض عليهم غرامة 100 الف دينار فكان يعذب الناس على دفعها حتى رمى بعضهم بنفسه في بئر خوفا من العذاب فتأكد ابن غانية انه لم يعد هناك ما يسلبه فرفع الطلب عن البقية. وكذلك عندما بايعه اهله بسكرة ثم نقضو بيعته ورجعوا إلى طاعة الموحدين رجع إليهم وقطع ايدي الكثير منهم اما أهل طرة من بلاد نفزاوة فقد سار إليهم وحرق عليهم دورهم لما رفضوا اعطائه الخراج(الضرائب) وقد دام هذا الحال نحو من 50 سنة فتصور كيف سيكون حال هذه البلاد (أفريقية)

## ضياع الجزائر الشرقية
لقد كانت الممالك المسيحية الاوربية تغض الطرف عن جوار بني غانية لاشتراكهم معها في العداءللموحدين، بالإضافة إلى أن بني غانية كانوا مهتمين بتقوية جزرهم وتدعيم جيوشهم، لكن بعد استيلاء الموحدين عليها صمم النصارى على اخذها من المسلمين وسير لذلك خاييمي الأول ملك قطلونيا اسطولا ضخما وعلى الرغم من المجهودات الضخمة التي بذلها الوالي الموحدي أبو مخلوف التنمللي في صد هذه الحملة والمقاومة الشرسة التي ابداها المسلمون لكن جيوش النصارى هزمتهم في النهاية وقبضوا على الوالي الموحدي وعذبوه عذابا شديدا ثم قتلوه وعلى الرغم من أن مقاومة المسلمين استمرت عدة سنوات بعد الاحتلال إلا أنها في النهاية خبت وخرجت هذه الجزر من حوزة المسلمين بعد أن بقيت في ايديهم نحو خمسة قرون حيث اقتتحها موسى بن نصير ابان فتحه للأندلس وكانت تسمى الجزر الشرقية وقد اشتهرت هذه الجزر بأنها كانت قبلة العالم الإسلامي كله في علم القراءآت ولكنها ضاعت بسبب تشرذم المسلمين وصراعهم على الحكم سنين طويلة (الموحدين وبني غانية).